# Un paseo por las nubes
Un paseo por las nubes (A Walk in the Clouds) es una película mexicana-estadounidense de 1995, del género de drama romántico, dirigida por Alfonso Aráu, con Keanu Reeves, Aitana Sánchez-Gijón, Giancarlo Giannini, Anthony Quinn y Angélica Aragón. El guion se basa en la película italiana de 1942 Cuatro pasos por las nubes de Piero Tellini, Cesare Zavattini y Vittorio de Benedetti. La banda sonora fue escrita por Maurice Jarre y las dos canciones por Leo Brouwer/Alfonso Aráu.

## Argumento
Después de regresar de la II Guerra Mundial, un joven soldado estadounidense llamado Paul Sutton (Keanu Reeves) conoce de forma casual a una chica mexicana llamada Victoria Aragón (Aitana Sánchez-Gijón), quien teme volver a la viña de su familia debido a que está embarazada y el padre de su hijo la abandonó. Paul se ofrece a una solución de emergencia para enfrentar al dominante padre: simular que son esposos, y luego de conocer a la familia y pasar una noche ahí desaparecer quedando él como villano. 
Pero las cosas no salen como esperaban, Victoria es nieta del dueño de un viñedo (Anthony Quinn) y una insostenible situación familiar y, lo más importante, el amor que siente hacia ella, no le permite abandonarla. Cuando la pasión entre ellos se enciende en la mágica sensualidad del rito de la cosecha, se dan cuenta de que están embarcándose en una aventura romántica al tener que luchar contra todos para estar juntos, sabiendo que él está casado.

## Elenco
- Keanu Reeves como Paul Sutton.
- Aitana Sánchez-Gijón como  Victoria Aragón.
- Anthony Quinn como Don Pedro Aragón.
- Giancarlo Giannini como Alberto Aragón.
- Angélica Aragón como María José Aragón.
- Evangelina Elizondo como Guadalupe Aragón.
- Freddy Rodríguez como Pedro Jr.
- Debra Messing como Betty Sutton.
- Febronio Covarrubias como José Manuel.
- Roberto Huerta como José Luis.
- Juan Jiménez como José María.
- Alejandra Flores como Consuelo.
- Gema Sandoval como María.
- Don Amendolía como Padre Coturri.[3]

## Fechas de estreno
| País                                                                          | Fecha de estreno                  |
| ----------------------------------------------------------------------------- | --------------------------------- |
| Alemania                                                                      | Jueves 21 de diciembre de 1995    |
| Argentina                                                                     | Jueves 26 de octubre de 1995      |
| Australia                                                                     | Jueves 19 de octubre de 1995      |
| Austria                                                                       | Viernes 22 de diciembre de 1995   |
| Bélgica                                                                       | Miércoles 20 de diciembre de 1995 |
| Belice · Costa Rica · El Salvador · Guatemala · Honduras · Nicaragua · Panamá | Viernes 15 de septiembre de 1995  |
| Bolivia                                                                       | Miércoles 1 de noviembre de 1995  |
| Brasil                                                                        | Jueves 7 de septiembre de 1995    |
| Bulgaria                                                                      | Viernes 16 de febrero de 1996     |
| Chile                                                                         | Jueves 19 de octubre de 1995      |
| Colombia                                                                      | Viernes 13 de octubre de 1995     |
| Corea del Sur                                                                 | Sábado 12 de agosto de 1995       |
| Croacia                                                                       | Jueves 8 de febrero de 1996       |
| Dinamarca                                                                     | Viernes 10 de noviembre de 1995   |
| Ecuador                                                                       | Viernes 8 de diciembre de 1995    |
| Egipto                                                                        | Lunes 29 de enero de 1996         |
| Eslovenia                                                                     | Jueves 18 de enero de 1996        |
| España                                                                        | Viernes 15 de septiembre de 1995  |
| Estados Unidos · Canadá                                                       | Viernes 11 de agosto de 1995      |
| Estonia                                                                       | Viernes 24 de noviembre de 1995   |
| Filipinas                                                                     | Miércoles 18 de octubre de 1995   |
| Finlandia                                                                     | Viernes 5 de enero de 1996        |
| Francia                                                                       | Miércoles 20 de diciembre de 1995 |

| País                         | Fecha de estreno                   |
| ---------------------------- | ---------------------------------- |
| Grecia                       | Viernes 5 de enero de 1996         |
| Hong Kong                    | Jueves 19 de octubre de 1995       |
| Hungría                      | Jueves 18 de enero de 1996         |
| India                        | Viernes 12 de abril de 1996        |
| Indonesia                    | Miércoles 14 de febrero de 1996    |
| Islandia                     | Viernes 27 de octubre de 1995      |
| Israel                       | Viernes 20 de octubre de 1995      |
| Italia                       | Viernes 17 de noviembre de 1995    |
| Jamaica                      | Miércoles 4 de octubre de 1995     |
| Japón                        | Sábado 27 de mayo de 1995          |
| Letonia                      | Viernes 24 de noviembre de 1995    |
| Líbano                       | Viernes 1 de diciembre de 1995     |
| Lituania                     | Viernes 3 de noviembre de 1995     |
| Malasia                      | Jueves 14 de diciembre de 1995     |
| México                       | Viernes 13 de octubre de 1995      |
| Noruega                      | Viernes 3 de noviembre de 1995     |
| Nueva Zelanda                | Viernes 6 de octubre de 1995       |
| Países Bajos                 | Jueves 20 de junio de 1996         |
| Perú                         | Viernes 10 de noviembre de 1995    |
| Polonia                      | Viernes 5 de enero de 1996         |
| Portugal                     | Viernes 17 de noviembre de 1995    |
| Puerto Rico                  | Jueves 31 de agosto de 1995        |
| Reino Unido Irlanda          | Viernes 17 de noviembre de 1995    |
| República Checa · Eslovaquia | Jueves 25 de enero de 1996         |
| República Dominicana         | Miércoles 27 de septiembre de 1995 |
| Rumania                      | Viernes 2 de febrero de 1996       |
| Singapur                     | Jueves 21 de septiembre de 1995    |
| Sudáfrica                    | Viernes 29 de septiembre de 1995   |
| Suecia                       | Viernes 15 de septiembre de 1995   |
| Suiza                        | Viernes 22 de diciembre de 1995    |
| Tailandia                    | Viernes 22 de septiembre de 1995   |
| Taiwán                       | Sábado 9 de septiembre de 1995     |
| Turquía                      | Viernes 8 de marzo de 1996         |
| Uruguay                      | Viernes 10 de noviembre de 1995    |
| Venezuela                    | Miércoles 20 de septiembre de 1995 |